# Abborrasjön (Gunnarps socken, Halland)
Abborrasjön är en sjö i Falkenbergs kommun i Halland och ingår i Ätrans huvudavrinningsområde.